# کارل لورنتس
کارل لورنتس (آلمانی: Carl Lorenz; ۲۷ نوامبر ۱۹۱۳ – ۲۵ نوامبر ۱۹۹۳) دوچرخه‌سوار اهل آلمان بود.
وی در مسابقات کشوری و بین‌المللی در مجموع برندهٔ ۱ مدال طلا شده‌است.